# التهاب المعدة
التهاب المعدة (بالإنجليزية: Gastritis) هو التهاب بطانة المعدة، قد يكون قصير الأمد أو قد يحدث لفترات طويلة. قد لا تكون هناك أعراض، ولكن عندما تكون الأعراض موجودة، فإن الألم الأكثر شيوعًا هو آلام البطن العليا (راجع عسر الهضم). تشمل الأعراض المحتملة الأخرى الغثيان والقيء، الانتفاخ، فقدان الشهية وحرقة الفؤاد. قد تشمل المضاعفات نزيف المعدة، قرحة المعدة وأورام المعدة. عندما يكون ذلك بسبب مشاكل المناعة الذاتية، قد يحدث انخفاضًا في خلايا الدم الحمراء بسبب عدم كفاية فيتامين بي12، وهي الحالة التي تُعرف باسم فقر الدم الخبيث.
تشمل الأسباب الشائعة عدوى جرثومة المعدة، استخدام الأدوية المضادة للالتهابات غير الستيرويدية (مضادات الالتهاب غير الستيروئيدية). تشمل الأسباب الأقل شيوعًا الكحول، التدخين، الكوكايين، الأمراض الشديدة، مشاكل المناعة الذاتية، العلاج الإشعاعي ومرض كرون. قد يساعد التنظير الداخلي، وهو نوع من الأشعة السينية يُعرف باسم سلسلة الجهاز الهضمي العلوي، اختبارات الدم واختبارات البراز في التشخيص.
الوقاية هي تجنب الأشياء التي تسبب المرض. يشمل العلاج الأدوية مثل مضادات الحموضة أو حاصرات H2 أو مثبطات مضخة البروتون. خلال النوبة الحادة، قد يساعد شرب الليدوكائين اللزج. إذا كان التهاب المعدة ناتجًا عن مضادات الالتهاب غير الستيروئيدية، فيمكن إيقاف ذلك. إذا كانت الحلزونية البوابية موجودة، فيمكن معالجتها بمجموعة من المضادات الحيوية مثل الأموكسيسيلين والكلاريثروميسين. بالنسبة لأولئك الذين يعانون من فقر الدم الخبيث، يُوصى باستخدام مكملات فيتامين بي12 إما عن طريق الفم أو عن طريق الحقن. ينصح الأشخاص عادةً بتجنب الأطعمة التي تزعجهم.
يعتقد أن التهاب المعدة يؤثر على حوالي نصف الناس في جميع أنحاء العالم. في عام 2013، كان هناك ما يقرب من 90 مليون حالة جديدة من هذه الحالة. مع تقدم الناس في السن، يصبح المرض أكثر شيوعًا.

## التشخيص
يتم بواسطة:
- تنظير المعدة: وهو الطريقة المؤكدة الوحيدة للتشخيص، وهو يفحص الغشاء المخاطي المبطن للمعدة الذي قد يكون محتقنًا (أحمرًا)أو متوذمًا، وقد توجد فيه تقرحات سطحية
- بفحص عينة (خزعة) مأخوذة من مخاطية المعدة إبان التنظير من قبل أخصائي علم الأمراض بناء على ما يراه فيها بواسطة المجهر.
- التصوير الظليل بالباريوم: اعتمادًا على ما يوجد من تغيرات في انثناءات المعدة.
- من قبل الأطباء عن طريق افتراض وجود التهاب بالمعدة عند وجود تاريخ مرضي مثل تناول المشروبات الكحولية، تناول مضادات الألتهاب اللاستيرويدية (والتي تستخدم عادة في علاج الأمراض الرثوية (الروماتيزمية)، أو وجود عسر هضم.

ويفضل تشخيص التهاب المعدة بالمنظار
- قد يجري الطبيب اختبارًا للبحث عن وجود الملوية البابية ملوية بوابية، فإذا كانت النتيجة إيجابية فسيصف لك علاجًا للتخلص منها

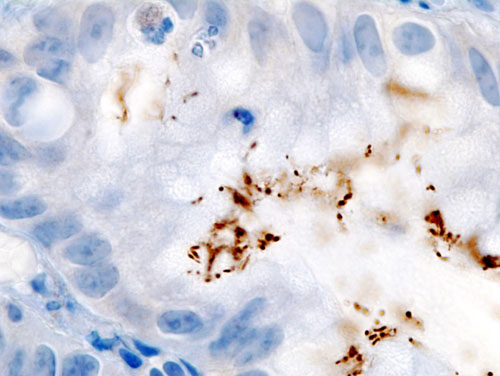
جرثومة الهيلوكوباكتر بيلوري

## الأعراض
تشابه أعراض القرحات الهضمية ويمكن أن تشمل الغثيان والقيء والألم، فقدان الشهية، انتفاخ البطن، الإحساس بعدم الارتياح في البطن، عسر الهضم.
قد يؤدي التهاب المعدة السحجي (التآكلي) إلى حدوث نزيف يسبب تحول لون البراز إلى اللون الأسود إذا كان النزيف شديدًا أو قد يكتشف بفحص عينة من البراز (الدم الخفي في البراز).
وقد يؤدي فقدان دم كثير إلى الإصابة بفقر الدم الذي يجعل المريض يبدو شاحبًا ومتعبًا بسبب الفقد البطيء للدم.

## الأسباب
هناك أسباب شائعة مثل الهيليكوباكتر بيلوري ومضادات الالتهاب. وهناك أسباب أقل شيوعا مثل الكحول والكوكايين والإعياء الشديد، ومرض كرون وغيرها.
ينتج الالتهاب المعدي في حالات قليلة عن حالة مناعة ذاتية، وفيها يهاجم جهاز المناعة في الجسم بصورة خاطئة الخلايا التي تبطن المعدة. تبث أيضا أنه قد ينتج عن الإفراط في ممارسة الرياضة.

### هيليكوباكتر بيلوري - H. pylori
هيليكوباكتر بيلوري يستوطن معدة أكثر من نصف سكان العالم، وتستمر الإصابة بهذه البكتيريا لتلعب دورا رئيسيا في التسبب في عدد من أمراض المعدة والاثنا عشر فيما بعد. إن استعمار هذه البكتيريا للغشاء المخاطي في المعدة ينتج عنه تطوّر التهاب المعدة المزمن لدى الأفراد المصابين، وهناك مجموعة من المرضى الذين يعانون من التهاب المعدة المزمن قد يحدث لديهم مضاعفات (مثل القرحة، الأورام في المعدة، وبعض الاضطرابات المختلفة خارج المعدة). ومع ذلك، فإنّ أكثر من 80 في المائة من الأشخاص المصابين بهذه البكتيريا ليس لديهم أعراض وقد افتُرِضَ البيئة الطبيعية المعدة قد تلعب دورا هاما في ذلك.

### الأمـراض الخطيـرة
التهاب المعدة قد يحدث أيضا بعد القيام بعملية جراحية كبرى أو التعرض لإصابة مؤلمة («قرحة كوشينغ –cushing ulcer») أوالحروق («قرحة متجعدة»)، أو التهابات حادة. قد يحدث التهاب المعدة أيضا عند أولئك الذين خضعوا لجراحة لفقدان الوزن عن طريق القيام بربط أو إعادة تشكيل القناة الهضمية.

### النظـام الغذائـي
لا توجد أدلة تدعم دور بعض أنواع الأغذية بما في ذلك الأطعمة الغنية بالتوابل والبُن في تطور القرحة الهضمية،  وعادةً ما يُنصح الناس بتجنب الأطعمة الحريفة والشطة والفلفل الأسود التي تزعجهم وتثير الالتهاب، كما يجب طهي البقوليات طهيا جيدا.

## الفسيولوجيا المرضية

### الحاد
التهاب المعدة التآكلي الحاد عادة ما يحتوي على بؤر منفصلة في السطح المنخور وذلك بسبب الأضرار التي لحقت بالوسيلة المناعية الدفاعية ألا وهي المخاط. مضادات الالتهاب غير الستيروئيدية تمنع الأكسدة الحلقية-1 -cyclooxygenase-1، أو COX-1، وهو الإنزيم المسؤول عن تكوين الeicosanoids في المعدة، مما يزيد من إمكانية تشكل القرحة الهضمية. كما أن المسكنات مثل الأسبرين، تقلل المادة التي تحمي المعدة والتي تسمى بروستاجلاندين-prostaglandin.. هذه الأدوية المستخدمة لفترة قصيرة عادة لا تكون خطيرة. ولكن، استخدامها بشكل مستمر قد يؤدي إلى التهاب المعدة. بالإضافة إلى ذلك، فإنّ الإجهاد الفيزيولوجي الشديد («قرحات الضغط») بسبب تسمم الدم، نقص الأكسجين، والصدمات النفسية، أو العمليات الجراحية، هي من المسببات الشائعة لالتهاب المعدة التآكلي الحاد. يمكن أن يحدث هذا النوع من التهاب المعدة عند أكثر من 5٪ من المرضى في المستشفى.
أيضا، لاحظ أن استهلاك الكحول لا تسبب التهاب المعدة المزمن. لكنه مع ذلك، يؤدي إلى تآكل بطانة الغشاء المخاطي للمعدة. جرعات قليلة من الكحول تحفّز إفراز حامض الهيدروكلوريك. في حين الجرعات العالية من الكحول لا تحفّز إفراز الحمض.

### المُزمن
إنّ التهاب المعدة المزمن يدل على تواجد مجموعة كبيرة من المشاكل المؤثرة بأنسجة المعدة. الجهاز المناعي يكوّن البروتينات والأجسام المضادة التي تحارب العدوى في الجسم للحفاظ على حالة التماثل الساكن. في بعض الاضطرابات الصحية يقوم الجسم بإستهداف المعدة كما لو أنها عبارة عن بروتين أجنبي أو كائن مُمرِض؛ فيتم صنع أجسام مضادة تُحدث أضرار بليغة، وقد تدمر المعدة أو بطانتها. وفي بعض الحالات تقوم العصارة الصفراوية، التي تستخدم عادة للمساعدة على الهضم في الأمعاء الدقيقة، بالدخول من خلال صمّام البوّاب في المعدة وذلك إذا تم إزالته أثناء عملية جراحية أو إذا كان لا يعمل بشكل صحيح، مما يؤدي أيضا إلى التهاب المعدة. ويمكن أيضا أن يكون التهاب المعدة بسبب حالات طبية أخرى، كفيروس نقص المناعة البشرية / الإيدز، ومرض كرون، وبعض اضطرابات النسيج الضام، وفشل الكبد أو الكلى. وتصنف تقرحات التهاب المعدة المزمن منذ عام 1992 للميلاد وفقا لنظام سيدني.

#### التحول النسيجي
التحوّل النسيجي للغدد المخاطية، هو الاستبدال العكسي (قابل للعودة) للخلايا المتمايزة، ويحدث عند وقوع أضرار بليغة لغدد المعدة، والتي تضمحلّ فيما بعد (التهاب المعدة الضموري) ويتم استبدالها تدريجيا بالغدد المخاطية. قد يتطور حدوث قرحة المعدة، وإنه من غير الواضح إذا كانت القرحة هي من أسباب التحوّل النسيجي أو من عواقبه. يبدأ حدوث تحوّل نسيجي للأمعاء عادة كاستجابة لإصابة مزمنة في الغشاء المخاطي في التجويف، ويمكن أن يمتد إلى الجسم. خلايا الغشاء المخاطي في المعدة تتغير لتشبه الخلايا المخاطية في الأمعاء، وقد يفترض مشابهتها في الخصائص الامتصاصية. ويصنف التحول النسيجي للأمعاء تشريحيا إلى تحول كامل أو غير كامل. في التحول الكامل، يتحول الغشاء المخاطي في المعدة تماما إلى غشاء مخاطي كما الأمعاء الدقيقة، تشريحيا ووظيفيا، مع القدرة على امتصاص العناصر الغذائية وإفراز الببتيدات. في التحوّل غير الكامل، فإن الخلايا الطلائية تظهر شكل نسيجي أقرب إلى شكل أنسجة الأمعاء الغليظة، وكثيرا ما يحدث خل في نمو الأنسجة (نمو شاذ).

## الأختبارات
في كثير من الأحيان، يمكن أن يتم التشخيص على أساس وصف المريض للأعراض، ولكن هناك طرق أخرى يمكن من خلالها التحقق من وجود التهاب في المعدة وهي كالتالي:
- اختبارات الدم:
  - - عدد خلايا الدم
  - - وجود بكتيريا h-pylori
  - - وظائف الكبد والكلى والمرارة والبنكرياس
- تحليل البول
- الأشعة السينية x-ray
- التنظير، للتحقق من وجود التهاب في بطانة المعدة أوتآكل للأغشية المخاطية وهو الطريقة المؤكدة الوحيدة للتشخيص، وهو يفحص الغشاء المخاطي المبطن للمعدة الذي قد يكون محتقناً (أحمراً)أو متوذماً، وقد توجد فيه تقرحات سطحية
- خزعة المعدة، لاختبار التهاب المعدة وغيرها من الأمور.[21]

## المعالجة
سوف ينصحك الطبيب باستعمال أحد العقاقير المسماة ناهيات مضخة البروتون، مضادات الحموضة، حاصرات مستقبل هستامين 2. أيضا الابتعاد عن أسباب الالتهاب المعدي التي يمكنك السيطرة عليها، إتباع حمية غذائية، تجنب شرب القهوة والأطعمة التي تحتوي على الشطة والفلفل الحار واحيانا تقليل أكل الشوكولاتة (وبالطبع عدم شرب الكحوليات).

## معالجة مبدئية
إذا احسست يوما ما بألم في المعدة (ألم تحت القفص الصدري مباشرة) فيمكن علاج تلك الحالة البسيطة باتباع نظام غذائي تجرّبة مدة ثلاثة أيام .
1- تبدأ في الصباح بشرب كوب ماء ساخن أو أفضل من ذلك ماء الأرز (أرز مسلوق بماء كثير، تشرب ماءه ساخنا)،
2- ثم تتناول الإفطار قليل الدسم،
3- بعد ذلك يمكنك / أو يمكنكي شرب القهوة أو الشاي، (وأخذ العقاقير إذا كنت / كنتي ملتزمة بأخذ أدوية مثل حبوب ضد ارتفاع ضغط الدم أو أسبرين)،
4- تناول أربعة أو خمس وجبات خفيفة أحسن من ثلاثة وجبات كبيرة في اليوم، مع تقليل الدهون والسكر في الطعام.
5- مضغ الطعام جيدا أثناء الأكل قبل بلعه، وتناول طعام العشاء قبل السابعة مساء مع عدم الأكل بعد ذلك حتى الصباح.
6- عدم تناول االشوكولاتة أو المياه الغازية كالكوكاكولا. وعدم تناول التوابل الحريفة مثل الفلفل الأسود والفلفل الأبيض والشطة.
7- مشروبات مساعدة تطهر المعدة وتقلل افراز الحمض المعوي: نبات الجنزبيل يقطع في حلقات رقيقة ويصب عليه الماء المغلي، ويمكن تحليته بعسل النحل . يشرب هذا المشروب عدة مرات في اليوم.(كما يمكن تحلية الشاي بعسل النحل بدلا من السكر ويستحسن شرب الشاي الأخضر.)
بعد اتباع هذا النظام الغذائي ثلاثة أيام ولم تشعر بتحسن الحالة، فعليك الذهاب للطبيب ليعطيك عقارات تعالج
تلك الحالة.
(المرجع: مجلة جمعية الصيادلة «أبوتيكن-أومشاو» Apotheken-Umschau 01.12.2017 الألمانية.)

## أشكال المرض
يمكن أن يتطور التهاب المعدة بشكل مفاجيء التهاب المعدة الحاد أو بالتدريج على امتداد عدة أشهر أو عدة سنوات ”التهاب المعدة المزمن“ الذي قد لا يسبب أعراضاً غير الشعور المبهم بالتوعك، ومع ذلك فقد يتسبب بضرر كبير في بطانة المعدة ويؤدي إلى نزف وتقرح، كما أنه عامل خطر لسرطان المعدة. لذلك يجب الاهتمام بمعرفة سبب التهاب المعدة ومعالجته.